# Plesiochrysa gilola
Plesiochrysa gilola is een insect uit de familie van de gaasvliegen (Chrysopidae), die tot de orde netvleugeligen (Neuroptera) behoort. 
Plesiochrysa gilola is voor het eerst wetenschappelijk beschreven door Navás in 1914.